# Elecciones generales de Venezuela de 1978
Las elecciones generales de Venezuela de 1978 fueron celebradas el domingo 3 de diciembre de 1978, con el fin de elegir al presidente de la república, realizándose en conjunto con las elecciones parlamentarias. El triunfador fue Luis Herrera Campíns, del partido socialcristiano COPEI, quien sucedió en la presidencia a Carlos Andrés Pérez, de Acción Democrática. 
Herrera tomó posesión del cargo el 12 de marzo de 1979, siendo la tercera vez consecutiva que un presidente entregaba el mando a un adversario político. Ya para entonces, el sistema democrático en Venezuela estaba plenamente consolidado, acusando el fuerte bipartidismo que caracterizó a las elecciones presidenciales entre 1973 y 1993.

## Antecedentes

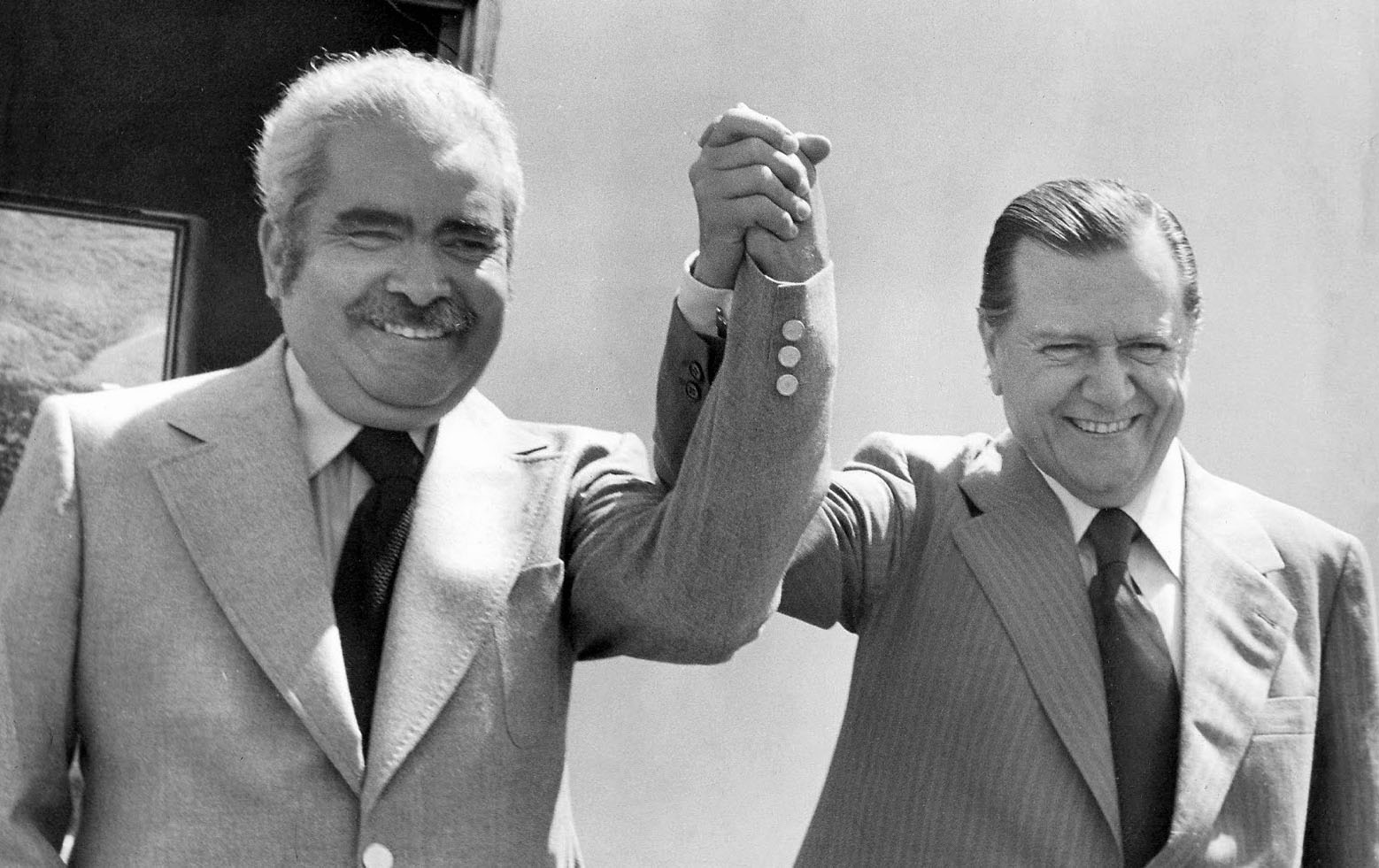
El candidato presidencial de COPEI, Luis Herrera Campíns, junto al expresidente Rafael Caldera en 1978.

Para las elecciones presidenciales de 1978, era evidente la necesidad de una maquinaria política efectiva a nivel nacional para poder obtener el triunfo. La polarización política en Venezuela alcanzaba sus niveles máximos y la democracia en Venezuela, devenida en un sistema bipartidista, ya estaba consolidada en el país. Socialdemócratas y socialcristianos ocupaban casi totalmente el espectro político venezolano, relegando a las otras agrupaciones políticas a repartirse una cuota electoral que apenas llegó al 10%. La izquierda radical fracasó nuevamente en encontrar una candidatura de consenso, por lo que nuevamente acudió fraccionada y atomizada, con 4 candidatos.
La pugna entre dos bandos internos en Acción Democrática por la designación del candidato presidencial hizo que este partido llegara prácticamente dividido a las elecciones presidenciales, hecho que determinó su derrota electoral. La consecuencia de esta derrota fue un debilitamiento de la unidad interna de AD y la creación de grupos antagónicos internos que nunca más llegaron a superar sus diferencias.
Durante la campaña electoral, se utilizaron masivamente los servicios de asesoría de consultores políticos estadounidenses, lo cual produjo una masificación de la imagen de los candidatos así como también un empobrecimiento del mensaje electoral. Ambas características han condicionado fuertemente desde entonces las campañas electorales en Venezuela.

## Candidatos
- Luis Herrera Campíns, abogado de profesión que contaba con el apoyo irrestricto del partido COPEI y su líder fundador Rafael Caldera, unidad que a la postre se convertiría en clave para el triunfo. Utilizó como eslogan una interrogante, «¿Y dónde están los reales?», para en la parte final de la campaña presentarse como la opción segura con «Luis Herrera arregla esto».
- Luis Piñerúa Ordaz, candidato de Acción Democrática impuesto por el líder Rómulo Betancourt, pese a la resistencia de muchos de los líderes de ese partido y a la reticencia del presidente Carlos Andrés Pérez y al sector del partido ligado a él, que preferían a Jaime Lusinchi. Su eslogan fue «Correcto».
- José Vicente Rangel, postulado por segunda vez por el MAS, representante de un sector de la izquierda.
- Diego Arria, candidato independiente apoyado por Causa Común que en 1973 había formado parte del equipo de campaña de Carlos Andrés Pérez, ocupando incluso cargos públicos durante su gobierno, como los de Gobernador del Distrito Federal y Ministro de Información y Turismo. Fue el primero en traer asesores políticos norteamericanos a Venezuela y la cuantiosa inversión económica realizada en la campaña electoral le valió un sorprendente cuarto lugar en las votaciones.
- Luis Beltrán Prieto Figueroa, cuya candidatura pretendía revivir políticamente a su partido MEP, de centro izquierda.
- Américo Martín, otro representante de izquierda, postulado por el MIR.
- Héctor Mujica, candidato del Partido Comunista de Venezuela.
- Renny Ottolina, carismático animador de televisión que fundó ad hoc el Movimiento de Integridad Nacional (MIN) como plataforma política; muere en un accidente aéreo durante la campaña presidencial, suscitando todo tipo de conjeturas. Se especula aún sobre su posible figuración de haber llegado al final de la campaña, pero hay consenso de que se hubiese convertido en un serio contrincante, capaz de romper con la hegemonía bipartidista de AD y COPEI. Tras la muerte de Ottolina, los otros partidos políticos que lo apoyaban -URD, Fuerza Democrática Popular (FDP) y OPINA- deciden apoyar la candidatura de Luis Herrera Campins, mientras que su propio partido, el MIN, decide no apoyar a ningún candidato.

## Resultados
Según el CSE, la abstención fue del 12,43% del electorado; y los resultados fueron:
| Candidato                          | Partido                                | Votos     | %     |
| ---------------------------------- | -------------------------------------- | --------- | ----- |
| Luis Herrera Campíns               | COPEI                                  | 2.414.699 | 45,28 |
| Luis Herrera Campíns               | Unión Republicana Democrática          | 56.920    | 1,07  |
| Luis Herrera Campíns               | Fuerza Democrática Popular             | 8.623     | 0,16  |
| Luis Herrera Campíns               | Partido Opina                          | 7.076     | 0,13  |
| Luis Herrera Campíns               | Total                                  | 2.487.318 | 46,64 |
| Luis Piñerúa Ordaz                 | Acción Democrática                     | 2.309.577 | 43,31 |
| José Vicente Rangel                | Movimiento al Socialismo               | 250.605   | 4,70  |
| José Vicente Rangel                | Vanguardia Unida Comunista             | 25.478    | 0,48  |
| José Vicente Rangel                | Total                                  | 276.083   | 5,18  |
| Diego Arria                        | Causa Común                            | 71.206    | 1,34  |
| Diego Arria                        | Movimiento del Trabajo                 | 18.854    | 0,35  |
| Diego Arria                        | Total                                  | 90.060    | 1,69  |
| Luis Beltrán Prieto Figueroa       | Movimiento Electoral del Pueblo        | 59.747    | 1,12  |
| Américo Martín                     | Movimiento de Izquierda Revolucionaria | 52.286    | 0,98  |
| Héctor Mujica                      | Partido Comunista de Venezuela         | 29.305    | 0,55  |
| Leonardo Montiel Ortega            | Movimiento Renovación Nacional         | 13.918    | 0,26  |
| Alejandro Gómez Silva              | Frente Unidad Nacionalista             | 8.337     | 0,16  |
| Pablo Salas Castillo               | Cruzada Cívica Nacionalista            | 6.081     | 0,11  |
| Votos válidos                      | Votos válidos                          | 5.332.712 | 97,87 |
| Votos nulos                        | Votos nulos                            | 116.088   | 2,13  |
| Total de votos                     | Total de votos                         | 5.448.800 | 100   |
| Votantes registrados/participación | Votantes registrados/participación     | 6.223.903 | 87,55 |
| Fuente: CNE.                       |                                        |           |       |

## Elecciones parlamentarias
Las elecciones parlamentarias de Venezuela de 1978 se llevaron a cabo el 3 de diciembre, en conjunto con la elección presidencial, para renovar por completo los escaños del Congreso Nacional.
Los resultados dieron la mayoría relativa en la Cámara de Diputados al partido Acción Democrática, si bien Copei había obtenido la mayor cantidad de votos. En el Senado, ambos partidos quedaron empatados en cantidad de escaños (21 para cada uno).

## Resultados
| Partido                                                 | Votos     | %     | Escaños | Escaños | Escaños | Escaños |
| Partido                                                 | Votos     | %     | Cámara  | +/-     | Senado  | +/-     |
| ------------------------------------------------------- | --------- | ----- | ------- | ------- | ------- | ------- |
| Comité de Organización Política Electoral Independiente | 2 103 004 | 39,81 | 84      | +20     | 21      | +8      |
| Acción Democrática                                      | 2 096 512 | 39,68 | 88      | -14     | 21      | -7      |
| Movimiento al Socialismo                                | 325 328   | 6,16  | 11      | +2      | 2       | 0       |
| Movimiento de Izquierda Revolucionaria                  | 123 915   | 2,3   | 4       | +3      | 0       | 0       |
| Movimiento Electoral del Pueblo                         | 117 455   | 2,2   | 4       | -4      | 0       | -2      |
| Unión Republicana Democrática                           | 88 807    | 1,7   | 3       | -2      | 0       | -1      |
| Causa Común                                             | 85 432    | 1,6   | 1       | Nuevo   | 0       | Nuevo   |
| Movimiento de Integridad Nacional                       | 83 700    | 1,6   | 1       | Nuevo   | 0       | Nuevo   |
| Partido Comunista de Venezuela                          | 55 168    | 1,0   | 1       | -1      | 0       | 0       |
| Vanguardia Unitaria Comunista                           | 46 547    | 0,9   | 1       | Nuevo   | 0       | New     |
| Liga Socialista                                         | 30 191    | 0,6   | 1       | Nuevo   | 0       | Nuevo   |
| Movimiento Renovación Nacional                          | 26 235    | 0,5   | 0       | Nuevo   | 0       | Nuevo   |
| Movimiento del Trabajo                                  | 22 966    | 0,4   | 0       | Nuevo   | 0       | Nuevo   |
| Frente Democrático Popular                              | 13 697    | 0,3   | 0       | 0       | 0       | 0       |
| Frente Unidad Nacionalista                              | 12 986    | 0,2   | 0       | 0       | 0       | 0       |
| La Causa Radical                                        | 12 573    | 0,2   | 0       | Nuevo   | 0       | Nuevo   |
| Cruzada Cívica Nacionalista                             | 10 906    | 0,2   | 0       | -7      | 0       | -1      |
| Grupo de Acción Revolucionario                          | 9034      | 0.2   | 0       | Nuevo   | 0       | Nuevo   |
| Opinión Nacional                                        | 7961      | 0.2   | 0       | -1      | 0       | 0       |
| Independientes Pro Desarrollo de la Comunidad           | 6719      | 0,1   | 0       | Nuevo   | 0       | Nuevo   |
| Otros partidos                                          | 3753      | 0,1   | 0       | –       | 0       | –       |
| Votos en blanco y nulos                                 | 166 901   | –     | –       | –       | –       | –       |
| Total                                                   | 5 449 790 | 100   | 199     | -1      | 44      | -3      |
| Fuente: Nohlen.                                         |           |       |         |         |         |         |